# Pyrazolidine
Pyrazolidine is een heterocyclische organische verbinding met als brutoformule C3H8N2. De structuur bestaat uit een vijfring (cyclopentaan), waarbij 2 naburige koolstofatomen zijn vervangen door stikstofatomen.